# Allmannsried
Allmannsried (westallgäuerisch: Albmansriəd) ist ein Gemeindeteil des Markts Scheidegg im bayerisch-schwäbischen Landkreis Lindau (Bodensee).

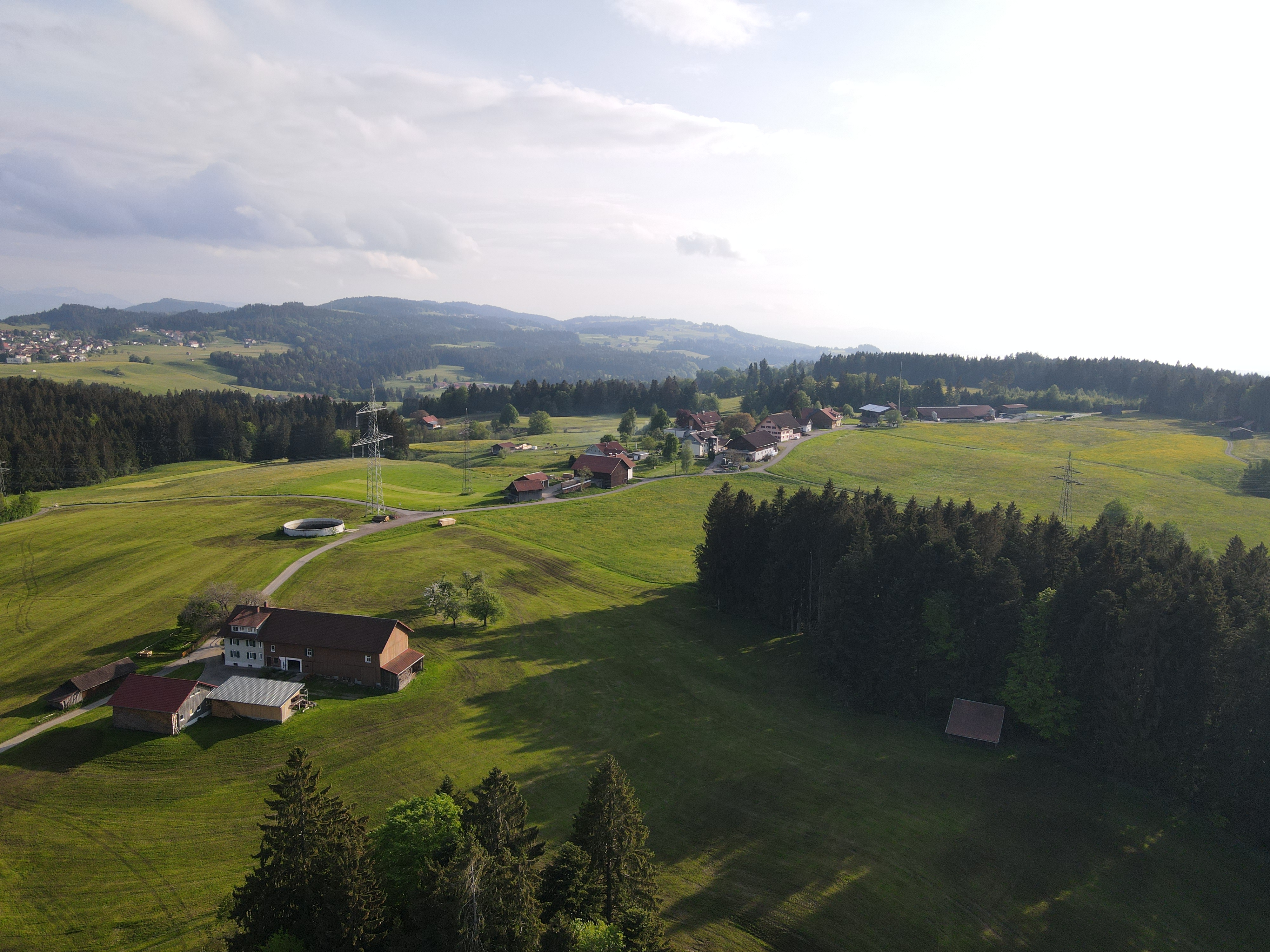
Allmannsried im Westallgäu

## Geographie
Der Weiler liegt circa 2,5 Kilometer westlich des Hauptorts Scheidegg und zählt zur Region Westallgäu. Südlich der Ortschaft verläuft die Queralpenstraße B 308.

## Ortsname
Der Ortsname setzt sich aus dem Personennamen Alman oder Adelman und dem Grundwort -ried für Sumpf oder gerodeter Grund zusammen.

## Geschichte
Allmannsried wurde erstmals im Jahr 1569 urkundlich als Allmansriedt erwähnt. 1770 fand die Vereinödung in Allmannsried mit sieben Teilnehmern statt.